# 福利分房
福利分房是中華人民共和國自建國起至1990年代末的一種房屋分配制度，單位將房屋分配給職工，職工只需繳納少量的租金。房屋建設資金90%由政府承擔，少量由單位承擔。

## 建立背景
1949年中华人民共和国成立时，国内大部分民众仍居住在农村，城市人口占比仅20%左右，但由于战争破坏，大部分城市普遍存在流民和棚户区现象，而且由于接下来的工业建设需要大批劳动力，而城市中的住房严重不足对经济建设造成了不良影响。所以中国政府开始制定一套公有住房建设和分配的制度来保障住房供应和维护社会稳定。
由于中共推行的共产主义（马列派）对私有制采取否定的态度，认为私有财产是剥削的原因之一，只有废除私有财产并实行公有制才能解决剥削问题，因此早期中国政府采取公有住房体制，不允许私人拥有土地和房产。在这种情况下，国家负担住房建设的大部分成本，少部分成本由单位承担。由于住房不是私有的，因此公民不能任意买卖住房，只能等待分配。部分单位的住房有租金制度。

## 优缺点

### 优点
公有住房分配制度的优点是不会因为民众的支付能力不足而限制住房选择，个人承担的住房成本极低甚至没有住房成本。另外这种制度允许政府用最经济的手段和设计来一次性建设大量住房，减少了建设和使用、维护成本并能够根据需求调整建设量，减少资源浪费。

### 缺点
住房分配制度最大的缺点是低效。由于没有私人企业的参与和利润的刺激，国有住房建设的速度往往跟不上需求，因此很多人不得不在出租房或者平房、单位甚至仓库、隔间等临时住处居住数年乃至数十年才能获得住房。
第二个缺点是滋生腐败问题。由于国家和单位垄断了住房的建设和分配，权力寻租的腐败问题由此产生。最常见的腐败问题就是偷工减料和为了提早入住/选择房型而行贿。偷工减料和中国本身的贫困、缺乏先进技术等问题导致很多住房质量不佳，例如在汶川地震时，很多60-80年代的住房完全坍塌并造成了大量伤亡。有一些职工为了提早获得住房（插队）或者选择更大更好的户型而行贿，住房分配机关也利用这一点收受贿赂。
第三个缺点是对国家财政和国民经济造成了巨大负担，缺少竞争和透明度带来的腐败更加剧了这个问题。这一点导致70年代末中国的财政入不敷出，经济濒临崩溃。80年代后期，为了节省财政收入用于其他重要的项目，中国政府开始改革住房分配制度，并逐步废除了各地的住房分配体系，并且用住房公积金代替了这一制度。目前除了公积金制度外，仅保留了一些国有企业和事业单位的住房补贴（例如以低于市场价的价格购买房产，但一般不会比市场价低30%以上）。
另外由于改革开放前中国不承认私营经济和个体户的合法性，因此私营经济部门职工和个体户不能享受到这个分配制度。